# Пад (ТВ серија)
Пад је српска телевизијска серија 
која се премијерно емитује од 21. јануара 2023. године на каналу Суперстар ТВ. Емитује се и на РТС 1 од 21. октобра 2023. године. 
Режију потписује Бојан Вулетић који и потписује сценарио са Петром Михајловићем.
Серија је рађена по мотивима популарне аутобиографске књиге Година прође, дан никад, глумца Жарка Лаушевића.
Премијера серије је одржана на 28. Сарајево филм фестивалу у августу 2022. године. Приказано је прве две епизоде серије.

## Радња
Преузимајући само основне мотиве из аутобиографске књиге Година прође, дан никад, прича серије Пад почиње 1993. године и прати живот глумца Ивана Маслаћа од тренутка када он и његов брат Стојан стижу до стана свог ујака, недалеко од места на којем се у Подгорици управо десио сукоб са трагичним последицама.
Прича се наставља у истражном затвору Спуж где се главни јунак, Иван, сусреће са галеријом живописних ликова од ситних лопова, криминалаца и убица па до политичких затвореника.
Паралелно, упознајемо однос Ивана и његовог оца Николе, озбиљног и рационалног човека, са којим Иван од детињства има компликован однос.
Ове две приче се усложњавају и проширују, осветљавајући с једне стране заводљив живот једне од највећих глумачких звезда бивше Југославије али и мрачну страну деведесетих година, корумпирано судство и затворски полусвет...
Серија Пад, по речима редитеља, описује тешко време - почетак рата у СФРЈ, сиромаштво и изолацију кроз трагичну судбину најпознатијег српског и југословенског глумца Жарка Лаушевића.
Серија је снажна посвета глуми и глумцима у региону, али се бави темама карактеристичним за трагично време деведесетих година у бившој Југославији: како једно трагично време утиче на судбине обичних људи? Како стваралачка, уметничка енергија може постати деструктивна и рушилачка? Шта је то што нас тера у деструкцију?

## Улоге
| Глумац                    | Улога                         |
| ------------------------- | ----------------------------- |
| Милан Марић               | Иван Маслаћ                   |
| Јован Вељковић            | Стојан Маслаћ                 |
| Дејан Цицмиловић          | Мијат                         |
| Крешимир Микић            | Мршавко/Савест                |
| Љубомир Бандовић          | Никола Маслаћ                 |
| Дубравка Дракић           | Босиљка Маслаћ                |
| Петар Новаковић           | Жишка                         |
| Милица Јаневски           | Сања Маслаћ                   |
| Анђела Јовановић          | Ана                           |
| Миодраг Крчмарик          | инспектор Кривокапић          |
| Кемал Ризвановић          | Синиша, чувар у ЦЗ            |
| Борис Исаковић            | Ратко Вукчевић                |
| Вахид Џанковић            | Обрад, чувар у ЦЗ             |
| Изудин Бајровић           | Раде Ковачевић                |
| Светозар Цветковић        | Пера                          |
| Мима Караџић              | Брано, Иванов и Стојанов ујак |
| Драган Маринковић         | Харис                         |
| Александар Ђурица         | адвокат Њего                  |
| Александар Лазић          | адвокат Голубић               |
| Александар Алач           | Војкан                        |
| Владимир Гвојић           | Тута                          |
| Славко Собин              | Стипе                         |
| Марко Тодоровић           | адвокат Ђурашковић            |
| Дарко Ивић                | Црни                          |
| Бојана Стојковић          | конобарица                    |
| Миодраг Ракочевић         | тужилац Спајић                |
| Лука Плавшић              | дечак Иван Маслаћ             |
| Милан Чучиловић           | доктор Томић                  |
| Лука Шолаћ                | Милан, Иванов син             |
| Душко Радовић             | судија Мировић                |
| Александар Милојевић Лија | Бојица                        |
| Никола Илић               | Џевдет                        |
| Ненад Ћирић               | професор Јовић                |
| Сунчица Милановић         | новинарка                     |
| Видан Миљковић            | помоћник редитеља             |
| Миа Симоновић             | Марија, медицинска сестра     |
| Милош Ђорђевић            | доктор Матић                  |
| Бојан Јовановић           | командир милиције             |
| Милан Новаковић           | унуче                         |
| Стефан Трифуновић         | Бели                          |
| Владимир Цвејић           | судија Перовић                |
| Иван Томашевић            | др Савић                      |
| Сања Моравчић             | надзорница                    |
| Ивана Велиновић           | глумица                       |
| Младен Вуковић            | Ален                          |
| Сава Петровић             | дечак Стојан                  |
| Марко Гиздавић            | тетовирани                    |
| Марко Мак Пантелић        | бизнисмен                     |
| Душан Јакишић             | цетињски владика              |
| Владимир Тагић            | редитељ                       |
| Ђорђе Ерчевић             | силеџија                      |
| Љубиша Ристовић           | управник ЈДП                  |
| Марија Фелдеши            | службеница у МУП              |
| Тадија Гајић              | Тута, дечак                   |
| Саша Торлаковић           | доктор Пејовић                |
| Владан Гајовић            | професор глуме                |
| Марија Лабудовић          | спикер                        |
| Гојко Балетић             | судија                        |
| Јован Љубеновић           | конобар у Ступици             |
| Милица Милојковић         | Аленова девојка               |
| Филип Куч                 | Славко                        |
| Бранислав Ћалић           | новинар испред суда           |
| Милош Петровић Тројпец    | брат 1                        |
| Марко Марковић            | управник ЦЗ                   |
| Ненад Петровић            | Сергеј                        |
| Срђан Алексић             | начелник БГ полиције          |
| Марта Богосављевић        | Горица                        |
| Владимир Грбић            | доктор ВМА                    |

## Епизоде
| Сезона | Сезона | Епизоде | Епизоде | Оригинално емитовање | Оригинално емитовање |
| Сезона | Сезона | Епизоде | Епизоде | Премијера            | Финале               |
| ------ | ------ | ------- | ------- | -------------------- | -------------------- |
|        | 1.     | 8       | 8       | 21. јануар 2023.     | 12. фебруар 2023.    |